# قاعده استیمان
قاعده استیمان (قاعده امانت‌داری) یکی از قواعد فقهی است که در شرع و قانون مدنی کاربرد دارد.

## معرفی
یکی از قاعده‌های فقهی، قاعده ضمان ید  (پاسخگویی دست‌داشت) است. یعنی هر کس مال دیگری را تصرف کند، ضامن آن است و چنانچه از بین برود یا ناقص شود، باید آن را جبران کند و همین طور اگر مالک، منافع زمان تصرف را مطالبه کند، شخصی که تصرف کرده، ضامن پرداخت آن است، مگر به موردی این قاعده منتفی شود.
بر این قاعده استثناهایی وجود دارد که همگی تحت عنوان قاعده استیمان مطرح و بررسی می‌شوند و این گونه استیلاها را ید امانی می‌نامند.

## مواردی که از قاعده ید امانی خارج می‌شود
چنانچه تصرف‌کننده به واسطه تعدی (زیاده‌روی در تصرف) یا تفریط (سستی و کوتاهی در نگهداری) یا مانند این‌ها باعث شود که مال از بین برود یا ناقص شود، از این قاعده خارج شده و در قاعده اتلاف (نابودسازی) یا تسبیب (سبب‌سازی یا قاعده سبب زیان) وارد خواهد شد.

## انواع قاعده ید امانی
ید امانی (دست‌امانتی) انواع مختلف دارد که عبارتند از:
- ید محسن، دست نیکوکار
- ید مستاجر، دست کرایه‌دار
- ید مستعیر، دست امانت‌گیرنده
- ید مستودع، دست نگاه‌دارندهٔ سپرده

و به‌طور کلی همه تصرف‌هایی که از ناحیه مالک یا شرع در اموال غیر، اجازه تصرف داده شده‌است.

## دلایل قاعده ید امانی
برای این قاعده عموماً به روایات و عقل استناد شده و تنها آیه‌ای که در این بحث مورد استناد قرار می‌گیرد، آیه ۹۱ سوره توبه است که مورد استناد قاعده احسان (اصل نیکوکاری) است که در همه موارد قاعده امانی جاری نیست.